# Mons Smaragdus
Koordinaten: 24° 46′ 16″ N, 34° 43′ 5″ O
Mons Smaragdus bezeichnet mehrere antike Beryllminen im oberen Wadi Gemal (östliche Wüste, Ägypten). Archäologischen Funden nach wurden sie vom 1. bis ins 5. Jh. n. Chr. betrieben.

## Fundstellen
- Nugrus
- Khesm Umm Kabu
- Sikait